# Щанец (гмина)
Щанец (пол. Szczaniec) — сельская гмина (волость) в Польше, входит как административная единица в Свебодзинский повет, Любушское воеводство. Население — 3934 человека (на 2004 год).

## Сельские округа
1. Брудзево
2. Домбрувка-Мала
3. Келче
4. Козминек
5. Мышенцин
6. Оежице
7. Опалево
8. Смардзево
9. Щанец
10. Виленко
11. Волимижице
12. Нове-Карче

## Соседние гмины
1. Гмина Бабимост
2. Гмина Сулехув
3. Гмина Свебодзин
4. Гмина Тшцель
5. Гмина Збоншинек